# Hattrick (fodboldmanagerspil)
 For alternative betydninger, se Hattrick (flertydig). (Se også artikler, som begynder med Hattrick)
Hattrick er et browser-baseret fodboldmanagerspil, opfundet af svenskeren Björn Holmér.
P.t. består spillet af 128 ligaer (lande) med lige omkring 300.000 spillere verden over. i Danmark er der lige over 6.000 aktive brugere. Holdene er opdelt nationalt, så man spiller altså mod brugere fra ens eget land. Der findes i Danmark 6 divisioner, hvor superligaen (1) er den bedste.
Efter en kort registreringsproces, modtager brugeren et hold. Den nytilkomne overtager næsten altid et middelmådigt hold med en svag fodboldtræner, et lille stadion, fanklub, 18 mere eller mindre amatørspillere osv. Efter det begynder spilleren at tage sig af sit hold, sælge og købe spillere, vælge træningsform mm.
Du starter spillet i den laveste division. Hvis spilleren er succesfuld nok, får denne oprykning til en højere division, enten via direkte kvalifikation eller ved kvalifikationskamp. Kampe afvikles (i DK) søndag og onsdag, henholdsvis turneringskampe og venskabskampe.
En sæson i hattrick varer 16 uger, og hver sæson spilles 14 turneringskampe (resterende 2 uger er pause mellem sæsonerne med mulighed for ekstra venskabskampe). Efter hver sæson afgøres op- og nedrykning.
Ud over turneringskampe, er der også mulighed for at arrangere venskabskampe- og turneringer.
Endvidere afholdes der også Hattrick Masters som er Hattricks svar på Champions League.
Sidst men ikke mindst vælger alle lande en landstræner og en U-20 landstræner, som sammensætter et hold der skal deltage ved VM i fodbold.
Til spillet er der udgivet et væld af tredjepartsprogrammer til alt lige fra "seriøs" hjælp ved oversigter mv., til kampvisere, der kan levendegøre en kamp med lyd og lys, hvor den ellers bare ville være ren tekst. Alle disse tredjepartsprogrammer skal gennem en godkendelsesproces, hvorefter de kan blive CHPP (Certified Hattrick Product Provider – direkte oversat: Godkendt Hattrickproduktsudbyder).

## Ekstern henvisning
- Hattrick

| computerspil | Spire Denne computerspilsrelaterede artikel er en spire som bør udbygges. Du er velkommen til at hjælpe Wikipedia ved at udvide den. |